# Joaquim Ferreira de Carvalho
Joaquim Ferreira de Carvalho (Coimbra, 17 de julho de 1750 - São Luís do Maranhão, 26 de abril de 1801) foi um prelado português da Igreja Católica, bispo de São Luís do Maranhão.

## Biografia
Foi ordenado padre em 20 de setembro de 1777. Formou-se em teologia na Universidade de Coimbra, licenciando-se em 19 de dezembro de 1778. Foi vigário da freguesia de São Romão do Coronado.
Após sua nomeação por Dona Maria I como bispo de São Luís do Maranhão em 2 de agosto de 1794, foi confirmado pelo Papa Pio VI em 1 de junho de 1795 e consagrado em 13 de setembro do mesmo ano por Dom Luís de Brito Homem, bispo de Angola e Congo, coadjuvado por Dom José Joaquim da Cunha Azeredo Coutinho, bispo de Olinda e por Dom Marcelino José da Silva, bispo de Macau.
Tomou posse da Sé, por procuração ao arcipreste José Maciel Aranha, em 17 de fevereiro de 1796. Chegou a São Luís em 8 de julho de 1799, fazendo sua entrada solene na Sé em 28 de julho. Decepcionou-se por "não achar nesse bispado, nem letras, nem religião, nem costumes, e não havendo as primeiras, a falta da segunda e da terceira é consequência, sendo entre todos os mais escandalosos os eclesiásticos".
Faleceu em São Luís, em 26 de abril de 1801, vitimado pela cólera. Por sua pobreza, deixou elevada dívida. Foi sepultado na Catedral de São Luís do Maranhão.